# Lipochaeta ovata
Lipochaeta ovata là một loài thực vật có hoa trong họ Cúc. Loài này được R.C.Gardner mô tả khoa học đầu tiên năm 1979.